# Nordisk kombination vid olympiska vinterspelen 2022
Nordisk kombination vid olympiska vinterspelen 2022 arrangerades i Kuyangshu längdåknings- och skidskyttecenter i Zhangjiakou i Kina mellan den 9 och 17 februari 2022. Totalt 55 deltagare representerade av 18 olika nationella olympiska kommittéer tävlade i tre grenar.

## Medaljsammanfattning
| Gren                              | Guld                                                                   | Guld    | Silver                                                          | Silver  | Brons                                                          | Brons   |
| Normalbacke + 10 km Detaljer...   | Vinzenz Geiger Tyskland                                                | 25.07,7 | Jørgen Graabak Norge                                            | 25.08,5 | Lukas Greiderer Österrike                                      | 25.14,3 |
| Stor backe + 10 km Detaljer...    | Jørgen Graabak Norge                                                   | 27.13,4 | Jens Lurås Oftebro Norge                                        | 27.13,7 | Akito Watabe Japan                                             | 27.13,9 |
| Lagtävling + 4 x 5 km Detaljer... | Norge Espen Bjørnstad Espen Andersen Jens Lurås Oftebro Jørgen Graabak | 50.45,1 | Tyskland Manuel Faißt Julian Schmid Eric Frenzel Vinzenz Geiger | 51.40,0 | Japan Yoshito Watabe Hideaki Nagai Akito Watabe Ryota Yamamoto | 51.40,3 |

## Medaljtabell
| Pl. | Nation    | Guld | Silver | Brons | Totalt |
| --- | --------- | ---- | ------ | ----- | ------ |
| 1   | Norge     | 2    | 2      | 0     | 4      |
| 2   | Tyskland  | 1    | 1      | 0     | 2      |
| 3   | Japan     | 0    | 0      | 2     | 2      |
| 4   | Österrike | 0    | 0      | 1     | 1      |
|     | Totalt    | 3    | 3      | 3     | 9      |

### Fotnoter
1. ↑  Nordic Combined - Olympic Schedule & Results. Arkiverad 6 februari 2022 hämtat från the Wayback Machine. beijing2022.cn. Läst 6 februari 2022.
2. ↑  (2 februari 2022). Nordic Combined – Number of Entries by NOC. Arkiverad 6 februari 2022 hämtat från the Wayback Machine. beijing2022.cn. Läst 6 februari 2022.
3. ↑  ”Individual Gundersen Normal Hill/10km, Cross-Country Results - Olympic Nordic Combined”. https://olympics.com/beijing-2022/olympic-games/en/results/nordic-combined/results-individual-gundersen-normal-hill-10km-fnl-0001cc-.htm. Läst 12 februari 2022.
4. ↑  ”Individual Gundersen Large Hill/10km, Cross-Country Results - Olympic Nordic Combined”. https://olympics.com/beijing-2022/olympic-games/en/results/nordic-combined/results-individual-gundersen-large-hill-10km-fnl-0001cc-.htm. Läst 15 februari 2022.